# Caprolagus hispidus
Caprolagus es un género de mamíferos lagomorfos de la familia Leporidae. Contiene una única especie, la Caprolagus hispidus, conocida vulgarmente como liebre híspida o conejo de Assam, propia de las faldas montañosas del Himalaya.
El género Caprolagus, junto a Lepus y a Pronolagus constituyen lo que vulgarmente se conoce con el nombre de liebres aunque exceptuando el género Lepus, el resto están en constante debate sobre su clasificación en liebre o conejo.

## Distribución
Antiguamente ocupaba gran parte de la cordillera Himalaya pero la acción del hombre, que ha tratado a la liebre híspida como una plaga para sus cultivos, ha reducido su distribución a las zonas de Uttar Pradesh, Bihar, Oeste de Bengala y Assam. Viven en zonas con plantas altas de sabana, llanas, bien regadas y sin demasiados árboles. Su hábitat también depende de las cortezas, raíces y brotes de la zona llamada "hierba de elefantes".

## Descripción física
Pesan unos 2,5 kg de media y miden de 40 a 55 cm de longitud. La liebre híspida tiene orejas cortas y anchas, ojos pequeños, garras fuertes y dientes grandes. Sus patas traseras son cortas y robustas. La piel, incluida la cola, está formada por dos capas: una capa externa gruesa, mezcla de pelos negros con pelos marrones claros, que le dan una tonalidad marrón oscura, y una capa interna, más fina, de color exclusivamente marrón claro.

## Reproducción
Poco se sabe acerca de la reproducción en los Caprolagus. Según los nativos la época de apareamiento sería entre los meses de enero a marzo. También por esas fechas se han capturado hembras preñadas, lo que parece confirmarlo. No se sabe a ciencia cierta el número de crías aunque se supone que de 1 a 5, pudiendo tener hasta 2 camadas al año. Tampoco se sabe nada acerca del comportamiento maternal. Como en otros lagomorfos, se supone que el macho no intervendrá en los cuidados de los recién nacidos y la hembra dedicará algo de su tiempo en alimentarles.

## Comportamiento
Las liebres híspidas son animales de movimientos lentos en comparación con las otras liebres. Son de costumbres nocturnas y suelen vivir de forma solitaria o en pareja. No se han descubierto madrigueras ni nidos suyos, siendo los únicos vestigios materiales encontrados restos de hierbas y depósitos de heces que dejan o bien en lugares de reposo o bien para marcar el territorio. Éste es de 8 metros cuadrados para los machos y de menos de 3 para las hembras.